# Berliner Tor (Angermünde)

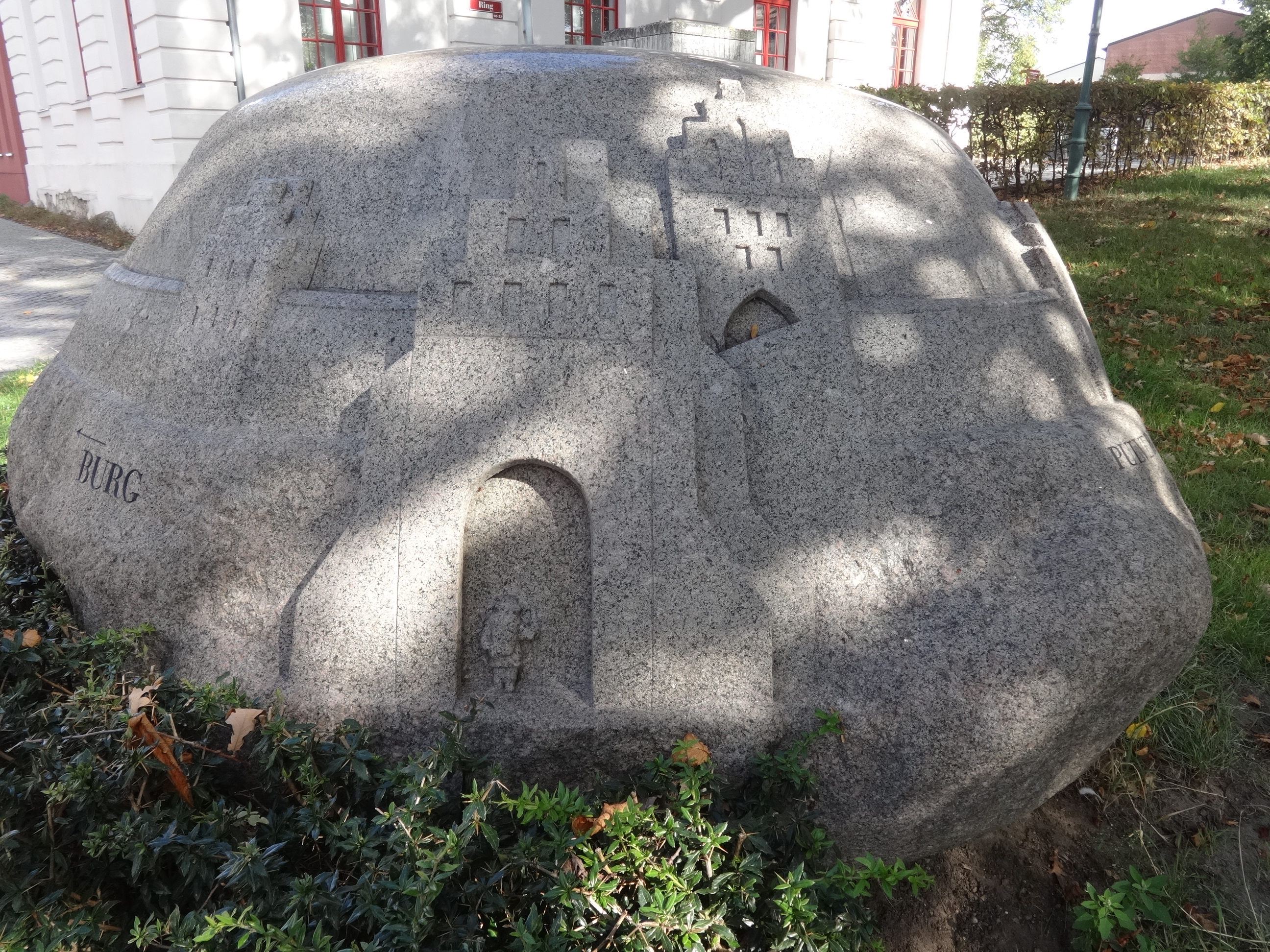
Modell des ehemaligen Berliner Tors

Das Berliner Tor war das zentrale Stadttor und ein Teil der mittelalterlichen Stadtbefestigung von Angermünde, einer Stadt im Landkreis Uckermark im Land Brandenburg.

## Geschichte
Angermünde besaß im Mittelalter eine Stadtbefestigung mit einer umlaufenden Stadtmauer aus Feldsteinen und Mauerziegeln, welche die Stadt gegen Angreifer schützte. Dem Berliner Tor kam dabei eine zentrale Bedeutung zu, denn hier kam der Handelsweg aus dem Raum Berlin an. Das Bauwerk bestand aus einem Haupttor und einem vorgelagerten Vortor, die durch Mauern miteinander verbunden waren. Das Berliner Tor fußte auf einem Sockel aus sorgfältig geschichteten Feldsteinen mit darüber befindlichen Mauerziegeln. Auf alten Stadtansichten sind Giebel zu erkennen, die mit Blenden gegliedert waren. Die Durchfahrtshöhe wird mit 4,30 Metern bei einer Breite von rund vier Metern angegeben. Diese Öffnung erwies sich Anfang des 19. Jahrhunderts angesichts des stark anwachsenden Verkehrs als zunehmendes Hindernis. 1846 ließ die Stadt daher das Tor abreißen. Stattdessen stellte sie 1857 zwei Torpfeiler auf, die mit zwei Adlern geschmückt waren. Diese Pfeiler wurden 1879 entfernt. Einen Adler brachten Arbeiter zu einer Quelle an den Wolletzsee, die seit dieser Zeit den Namen Adlerquelle trug. Das zweite Exemplar setzten sie auf ein Denkmal des Feldwebels Probst, das sich im Friedenspark befand. Seit dem Ende des Ersten Weltkrieges gelten die Adler als verschollen.
Zur Erinnerung an das Tor hat die Stadt einen behauenen Findling in Form des Tores sowie eine Informationstafel am Standort des Tores aufgestellt.